# Антиной
Антино́й (лат. Antinous, др.-греч. Ἀντίνοος; вероятно, 20 ноября 110 — вероятно, 30 октября 130) — греческий юноша, фаворит и возлюбленный римского императора Адриана.
О его жизни практически ничего не известно. После трагической гибели Антиноя в Египте император Адриан обожествил его. Культ юноши достиг беспрецедентных для римской истории масштабов: недалеко от места его смерти был основан город Антинополь, его именем назвали новое созвездие, в различных городах империи в его честь были учреждены праздники и игры, возводились посвящённые ему храмы и алтари, чеканились монеты с его портретами, создавались многочисленные скульптуры. Статуи Антиноя стали вехой в истории римского искусства. Благодаря этим портретам даже столетия спустя Антиной продолжал считаться символом юношеской красоты и изящества. Начиная с эпохи Возрождения, его изображения стали воспроизводиться в европейском искусстве. История любви Антиноя и Адриана приобрела статус культовой в гомосексуальной субкультуре с момента её зарождения.

## Биография
|                                                                   |
| Бюсты Адриана и Антиноя. Постоянная экспозиция Британского музея. |
|                                                                   |
| Адриан и Антиной на охоте. Тондо на арке Константина.             |

Исследователи отмечают, что о жизни Антиноя практически ничего не известно, поскольку имеющиеся исторические источники кратки и относятся ко времени после его смерти.
Антиной родился в греческой семье 27 ноября в городе Клаудиополис в римской провинции Вифиния (северо-запад Малой Азии). Год его рождения неизвестен, большинство исследователей предполагают, что он появился на свет в 110-м. Однако такие умозаключения основываются лишь на оценке возраста Антиноя по имеющимся портретам 130 года.
Во время своего правления император Адриан провёл много времени, путешествуя по империи. Он познакомился с Антиноем предположительно в 123 году во время посещения Вифинии. Хотя Адриан был женат на Сабине, их брак носил политический характер, поскольку его заключение помогло будущему императору прийти к власти, породнившись с предыдущим императором Траяном. При этом известно и о его гомосексуальных связях. После встречи Адриана с Антиноем юноша стал его фаворитом. В качестве спутника он сопровождал императора во всех его путешествиях. Однако характер их отношений не был публичным, только позднее историки предположили их любовную связь.
В 130 году они прибыли в Ливию, где, по некоторым свидетельствам, предприняли охоту на льва, на которой Адриан спас Антиноя от смерти. По легенде из крови убитого животного вырос лотос.
Во время путешествия по Египту 30 октября 130 года Антиной утонул в Ниле при неясных обстоятельствах. По некоторым свидетельствам, его гибель стала результатом несчастного случая. Однако по империи сразу пошло множество других слухов. Так, некоторые утверждали, что Антиной якобы принёс себя в качестве ритуальной жертвы, чтобы магическим образом предотвратить смерть Адриана, предсказанную императору жрецами или врачами. Ряд исследователей предполагают политическое убийство Антиноя недовольными его влиянием на императора, другие — что юноша совершил самоубийство в приступе меланхолии или из-за того, что его любовь считалась обществом недопустимой (как таковая или из-за достижения им возраста, когда согласно греческой традиции она должна прекратиться).
Существуют споры относительно места захоронения Антиноя. Одни учёные предполагают, что он был погребён на вилле Адриана в Тиволи около Рима, где был найден обелиск с египетскими иероглифами, посвящёнными смерти юноши. Другие считают, что его тело было помещено в мемориальном храме в Антинополе.

## Культ в Древнем Риме
|                                  |                                        |
| Цветок Антиноя. «Красный» лотос. | Созвездие Антиноя. Атлас Иоганна Боде. |

После гибели возлюбленного Адриан сильно горевал, а спустя некоторое время обожествил его и учредил культовое почитание. Некоторые исследователи в связи с этим проводят параллель с аналогичным жестом основателя эллинизма Александра Македонского после смерти его друга и вероятного любовника Гефестиона.
Обожествление императоров и близких им людей было обычной практикой во II веке. В Риме культ фаворитов официально санкционировался Сенатом и был тесно связан с культом самого императора. Однако масштабы почитания Антиноя качественно превзошли все подобные случаи. Кроме того, его культ был учреждён без одобрения Сената.
В память об Антиное император Адриан недалеко от места его гибели основал город Антинополь, ставший одним из главных культурных центров Римского Египта. По всей империи в честь нового бога воздвигалось множество статуй и алтарей. В городе Мантинея в Аркадии, жители которого когда-то основали город-родину Антиноя, были построены большой храм и гимназия. Его портреты чеканились на монетах, вырезались на драгоценных геммах, изображались на чашах, тессерах, вотивных терракотовых табличках. Ему посвящались стихи, среди авторов которых были в том числе Мезомед Критский, Нумений и Панкрат Александрийский. Благодаря произведению последнего «красный» лотос стал считаться цветком Антиноя. В различных городах, в том числе в Афинах, были учреждены празднества и игры, которые долгое время назывались «Antinoeia». От имени Антиноя оракулы давали предсказания. Придворные астрономы выделили на небе новое созвездие «Антиной» близ Млечного Пути у созвездия Орла. Согласно легенде, оно появилось в результате вознесения на небо души погибшего юноши. Соседство созвездий Орла и Антиноя ассоциировало образ последнего с греческим мифом о Ганимеде, который считался возлюбленным Зевса.
История трагической гибели прекрасного юноши, обожествлённого после смерти, нашла параллель с греко-римскими мифами о Гиацинте, Ганимеде, Нарциссе и тем самым укрепила культ Антиноя, тем более что эти легенды повествовали об однополой чувственности.
В культе Антиноя соединились египетские и греческие религиозные представления, что было характерно для той эпохи. Он распространился по всей империи, но особенную популярность приобрёл в Греции и Египте, в которых было создано самое большое количество его портретов, и где он ассимилировал культы местных божеств, в основном Диониса и Осириса.
В период правления Адриана считалось правилом хорошего тона иметь у себя в доме скульптуру Антиноя. В результате масштабы увековечивания его памяти были исключительными — по числу сохранившихся изображений Антиной уступает разве что императорам Августу и Адриану. Некоторые историки предполагают, что культ Антиноя со временем мог стать в значительной степени самостоятельным явлением, не связанным с действиями Адриана. Другие возражают, указывая на то, что массовое создание изображений юноши прекратилось после смерти императора в 138 году.
Культ Антиноя просуществовал вплоть до III века. Он подвергался осуждению как со стороны некоторых язычников, так и ранних проповедников христианства. Критики считали культ Антиноя отражением морального разложения, похоти, мистического суеверия и безумия Адриана. В IV веке многобожие в Римской империи было окончательно запрещено в пользу христианства.

## В скульптуре Древнего Рима
| Небожественный портрет        | . | Бюсты Антиноя в образе различных богов | Бюсты Антиноя в образе различных богов | Бюсты Антиноя в образе различных богов | Бюсты Антиноя в образе различных богов |
|                               |   |                                        |                                        |                                        |                                        |
| Антиной Музей Пио-Клементино. |   | Антиной-Дионис. Музей Фицуильяма.      | Антиной-Меркурий. Эрмитаж.             | Антиной-Осирис. Лувр.                  | Антиной-Ганимед. Музей Кьярамонти.     |

Во время правления императора Адриана, большого поклонника греческого искусства, римские скульпторы в очередной раз обратились к наследию эллинизма. В своих работах художники часто подражали греческим образцам и копировали их. Благодаря широкому распространению культа Антиноя особое место в искусстве данной эпохи заняли посвящённые ему скульптуры, ставшие не только самыми многочисленными, но и самыми выразительными произведениями того времени. При этом ни одно из этих изображений не может считаться прижизненным. Характерные черты этих портретов, которые воспроизводят, по-видимому, реальный образ: статный юноша с широкой рельефной грудью, тонкими руками, слегка наклонённой головой, крупными, строгими чертами округлого лица, крупными растрёпанными локонами волос, крупным носом, пухлыми губами, прямыми расчерченными волосками бровями, мечтательным, томным, меланхоличным выражением глаз. Схожесть разных изображений, вероятно, является следствием того, что в империи для их реализации властями был создан официальный канон. Несмотря на индивидуальность и жизненность образа, данные скульптуры относятся не столько к римскому портретному искусству, сколько к идеалистическому эллинистическому. При этом изображения юноши лишены силы, маскулинности, мужества и оптимизма греческих статуй, его образ полон чувственной красоты, грусти и покорности судьбе. Антиной изображался как греческий герой или бог, в виде Диониса и эллинизированного Осириса, а также Гермеса, Аполлона, Сераписа и других. Несмотря на эклектичность формы, критики отмечали оригинальность художественной мысли в этих статуях. Образ Антиноя считается последним из великих классических типов скульптуры Античности.
|                                                        |                                                   |
| Антиной Дельфийский. Дельфийский археологический музей | Антиной Фарнезский. Археологический музей Неаполя |

|                             |                                      |
| Антиной Мондрагонский. Лувр | Антиной Браски. Музей Пио-Клементино |

Существует много типов портретов Антиноя. Среди основных можно выделить группу портретов, родственных Антиною Дельфийскому, группу Антиноя Мондрагонского и группу, связанную с бюстом в музее Пио-Клементино.
Статуя Антиноя Дельфийского, вероятно, была создана в год смерти юноши и до его официального обожествления. Она считается одним из наиболее точных портретов реально жившего Антиноя. Хотя в ней присутствует идеализация, в ней нет сакрализации объекта изображения. Предполагается, что скульптура была создана как подражание греческим Аполлону Тибрскому (римская копия произведения Фидия) и Дорифору с Диадуменом (творениям Поликлета). Аналогичная статуя Антиноя Фарнезского считается лучшим портретом любимца императора, который также, скорее всего, максимально приближен к прототипу.
Из идеалистических портретов выделяют бюст Антиноя Мондрагонского, который выполнен в духе классического греческого искусства V века до н. э. с одной стороны, а с другой — благодаря особенностям головного убора опознаётся как образ Осириса. Иоганн Винкельман в своей книге «История искусства древности» (1764) назвал этот бюст «царственной славой искусства на все века». Возможно одним из прототипов этого портрета стала голова статуи Афины Лемнии (творение Фидия). Другая знаменитая скульптура Антиной Браски является синкретическим соединением греческого Диониса и египетского Осириса, его головной убор состоит из виноградных лоз и своеобразной шишки-лотоса.
Выделяют и другие значимые изображения: Антиной Казали (в Новой глиптотеке Карлсберга), барельеф Антиной-Вертумна из виллы Альбани, Антиной-Осирис в Григорианском Египетском музее, Антиной-Аристей в Лувре, бюст Антиноя-Диониса в Британском музее, бюсты Антиноя-Диониса и Антиноя-Гермеса в Эрмитаже, бюст Антиноя-Осириса в Лувре и другие. При этом встречаются статуи, при восстановлении которых взамен утраченной оригинальной головы реставраторы устанавливали головы Антиноя.

## На монетах Древнего Рима
Исследователи считают наиболее реалистичными портреты Антиноя, которые размещались на аверсах бронзовых римских монет II века. На этих изображениях он запечатлён как человек-герой, а не идеализированный бог. Портрет создавался по шею или по грудь. Он сопровождался надписью, гласящей, что на монете изображён герой или бог. В Египте от надписи могли отказываться, помечая божественность специальным знаком звезды или короны хемхемет. Реверсы отличались разнообразием. Такие монеты чеканились после смерти юноши в египетских и греческих городах: в Александрии, Тарсусе, Клавдиополисе, Смирне, Мантинее, Дельфах и других. Неизвестно, производились ли они в западной части империи. Среди них выделяют три вида. Первую группу составляют монеты высокого качества, их часто использовали в качестве медальонов и талисманов. Вторую группу представляют обычные монеты, а третью — мелкие монеты плохого качества.
|                                    |                                                                           |                                              |
| Монета из Смирны. Кабинет медалей. | Монета из Александрии. Аверс с хемхемет. На реверсе — Антиной с кадуцеем. | Монета из Дельф. На реверсе — орёл с венком. |

## После Возрождения
|                                                 |                                                               |                                                     |
| Иона (А. Фарнезе). XVI век. Часовня Киджи, Рим. | Антиной (Капитолийский). XVIII век. Большой каскад, Петергоф. | Антиной-Осирис. XVIII век. Баскот-парк, Оксфордшир. |

Антиной снова приобрёл известность в эпоху Возрождения, когда в обществе возник широкий интерес к культуре Античности. Изначально юноша воспринимался не как историческая личность, а через его репрезентацию в искусстве (скульптурах, монетах, геммах). Ранние исследователи быстро поняли, что изображения Антиноя составляют отдельное значительное явление в римском портрете. При этом из-за довольно небольшой специфичности изображаемых черт многие статуи стали ошибочно причисляться к его портретам. Например, это произошло с такими культовыми изваяниями, оказавшими значительное влияние на мировое искусство, как Гермес (Антиной) Бельведерский, Антиной (Гермес) Капитолийский, группа Сан-Ильдефонсо (Адриан и Антиной). В результате Антиной стал восприниматься как символ юношеской красоты и изящества. Начиная с XVI века в Европе начали копироваться античные и создаваться новые скульптуры и геммы, изображающие античного юношу.
В конце XVIII века в Европе началась «египтомания» — увлечение культурным наследием Древнего Египта. В результате этого явления Антиной повторно обрёл популярность, в том числе благодаря тиражированию его статуй в обличье Сераписа и Осириса, а также тому, что европейцы воспринимали его миф как экзотический и декоративный.
Большую роль в популяризации образа античного юноши в конце XIX века сыграло распространение исторических беллетристических романов, среди которых можно выделить произведения немецких писателей-историков Адольфа Гаусрата (под псевдонимом Джордж Тейлор) «Антиной» (1880) и Георга Эберса «Император» (1881). В этих книгах образ Антиноя поэтизировался, хотя и значительно искажался.
В XXI веке история Антиноя была предметом ряда крупных выставок: «Антиной — любовник и бог» (Пергамский музей, 2004—2005), «Антиной. Лицо античности» (Институт Генри Мура, 2006), «Адриан: империя и конфликт» (Британский музей, 2008), «Антиной. Портрет из двух частей» (Национальный музей Рима, 2016—2017), «Адриан и Антиной: встреча 19 веков спустя» (Национальный археологический музей Афин, 2017—2018), «Антиной. Мальчик сотворил Бога» (Музей Эшмола, 2018—2019). В 2010 году бюст «Антиной Сирийский» был продан на аукционе Сотбис за 24 миллиона долларов, что превзошло стартовую цену почти в десять раз. В 2019 году там же инталия «Антиной Мальборо» была приобретена за рекордные более чем 2 миллиона долларов.

### В гомосексуальной субкультуре
|                                                                  |
| Камея «Адриан и Антиной». Италия, XVIII век. Метрополитен музей. |

|                                                                                              |
| Каминный часовой гарнитур в виде алтаря Антоноя-Диониса. XIX век, мастерская Виктора Пайяра. |
|                                                                                              |
| Портрет И. Винкельмана с Антиноем. 1767. Антон фон Марон. Замок Веймар                       |

Упоминания истории любви Адриана и Антиноя можно встретить уже в XVI веке. Например, она стала одним из сюжетообразующих элементов пьесы французского писателя Пьера де Ронсара «На медали Антиноя». При зарождении гомосексуальной субкультуры в конце XVIII — начале XIX века Антиной стал её знаковой фигурой. Так, некоторые исследователи отмечают, что его история привлекала внимание уже Фридриха Великого, который, как считается, был гомосексуалом. В конце XIX века популярность Антиноя как символа однополой любви достигла максимума. Его значение в таком качестве может сравниться разве что, например, со святым Себастьяном и Ганимедом. Некоторые исследователи связывают такую популярность с тоской по «совершенному миру» Древней Греции, где однополые отношения были нормой, с одной стороны, а с другой — с трагической гибелью юноши, с концом, который был понятен и близок многим гомосексуалам в XIX веке.
Это явление нашло отражение во многих художественных произведениях. В 1863 году немецкий писатель и основатель движения за права гомосексуалов Карл-Генрих Ульрихс сочинил поэму «Антиной», которую спустя два года опубликовал под псевдонимом «Numa Numantius». Английский поэт и культовая фигура гомосексуальной субкультуры Оскар Уайльд также обращался в своих произведениях к образу античного юноши («Мотив Итиса» (1881), «Молодой король» (1891), «Сфинкс» (1894)). Антиной упоминается и в приписываемом Уайльду гомоэротическом романе «Телени» (1893). В романе «Портрет Дориана Грея» (1890) художник-гомосексуал Бэзил Холлуорд, влюблённый в красоту Дориана, несколько раз сравнивает его с фаворитом Адриана. Ряд исследователей в связи с этим указывают, что в период конца XIX века — начала XX века ряд образов (Антиной, Адонис, Нарцисс) являлись признаком принадлежности к общемировой декадансной (в том числе гомосексуальной) культуре. В 1907 году английский писатель Монтегю Саммерс выпустил сборник декадентских (в том числе гомоэротических) стихов «Антиной». В том же году немецкий писатель Райнер Мария Рильке сочинил стихотворение «Плач по Антиною». Португальский поэт Фернандо Пессоа в 1918 году написал посвящённую однополой любви поэму «Антиной», которая также была им опубликована и на английском языке. В 1951 году французская писательница Маргерит Юрсенар создала роман «Воспоминания Адриана», который раскрывал тему чувственных отношений двух мужчин. В 2018 году Руфус Уэйнрайт написал оперу «Адриан», сосредоточенную на отношениях юноши и императора.
Образ Антиноя играл важное значение в творчестве поэта Серебряного века и центральной фигуры русской гомосексуальной субкультуры Михаила Кузмина, который нередко даже отождествлял себя с ним. Впервые к античному герою он обратился в 1899 году, когда работал над созданием вокальной сюиты «Антиной» (на основе произведения Аполлона Майкова «Альбом Антиноя» (1881)). К нему же Кузмин вернулся в 1905 году, когда размышлял о создании оперы «Антиной» и начал сочинять цикл стихов «Александрийские песни», в котором упоминание греческого юноши стало единственной и гиперболизированной отсылкой к историческим сюжетам («Если б я был древним полководцем…», «Три раза я его видел лицом к лицу…»). В это время в своих письмах он пишет: «Я весь охвачен Александрией, Римом, Антиноем…» В 1906 году на знаменитых вечерах у Вячеслава Иванова Кузмин даже получил прозвище «Антиной», в том числе благодаря тому, что запечатывал письма печаткой с профилем античного юноши. В его повести — манифесте однополой любви в России «Крылья» (1906) приводится пересказ истории Адриана и Антиноя, причём ей даётся сочувственная трактовка с философской (в том числе c христианской) точки зрения.
В посвящении «Поэмы без героя» Анна Ахматова дала отсылку к образу Антиноя. Критики восприняли это как намёк на то, что прототипом для создания произведения был Всеволод Князев, который покончил жизнь самоубийством в молодости и любовная связь которого с Кузминым не была секретом для окружающих. Имя Антиноя носил гомосексуальный клуб-салон, организованный Владимиром Русловым в Москве в 1920-х годах, в котором выступали Константин Игумнов, Анатолий Александров, Михаил Кузмин и другие. Образ Антиноя как наследие творчества Кузмина фигурирует и у поздних российских гомосексуальных авторов, таких как Евгений Харитонов и Геннадий Трифонов.

## Комментарии
1. ↑  Тондо ранее были частью неизвестного памятника периода правления Адриана, но потом их переместили на арку, при этом голову Адриана переделали под Константина, а портреты Антиноя остались[3]
2. ↑  «Красный» истинный лотос (лат. Nelumbo nucifera) не был до того культовым растением в Древнем Египте, египтяне считали священными две кувшинки: голубой лотос (лат. Nymphaea caerulea) и белый лотос (лат. Nymphaea lotus).
3. ↑  Всего в России находится пять античных скульптур Антиноя: три в Эрмитаже[29], один бюст в Белом зале Большого Гатчинского дворца[30] и один бюст в Воронежском областном художественном музее[31].
4. ↑  Только в Санкт-Петербурге, например, в перечне объектов культурного наследия находятся: дубликаты Антиноя (Меркурия) Капитолийского на Монплезирской аллее и Большом Каскаде в Петергофе, на террасе Руска в Царском Селе, бюст у Китайского дворца в Ораниенбауме (Браски), статуя на Школьной аллее Летнего сада (Бельведерский), бюст Антиноя-Диониса на центральной аллее Павловска[38].
5. ↑  Примеры таких статуй можно увидеть в Эрмитаже[40], в Египетском вестибюле Павловского дворца[41], в Белом зале Большого Гатчинского дворца[30], в Египетском (Голубом) зале усадьбы Останкино, в экспозиции Музея архитектуры имени А. В. Щусева в Доме Талызина.
6. ↑  Указанный портрет, вероятно, был предметом гомосексуальной субкультуры[55]
7. ↑  Оскар Уайльд стал культовой личностью в гомосексуальной субкультуре не только благодаря своему творчеству, но и судебному процессу над ним, в результате которого его воспринимали как мученика и даже как святого[62]
8. ↑  Ориентация Бэзила Холлуорда была ясно обозначена в первом варианте романа, однако эта информация была завуалирована в последующих версиях из цензурных соображений[64][65].
9. ↑  Самого Уайльда также потом ассоциировали с Антиноем, например, в 1921 году польский писатель-историк Ян Парандовский написал книгу «Антиной в бархатном берете», посвящённую жизни писателя[69].
10. ↑  Исследователи признают за Михаилом Кузминым важную роль в гомосексуальной субкультуре России[62][71][72][73], хотя некоторые критически расценивают отождествление субкультуры и его работы с темой однополой любви[74].
11. ↑  С Антиноем Кузмина ассоциировали и друзья Вячеслав Иванов («Анахронизм», 1906)[81] и Сергей Городецкий («Посвящение Гафизу», 1906)[82].
12. ↑  Василий Розанов критиковал это произведение именно за несоответствие показанного в нём быта высокому идеалу античного примера[62].